# Shorty (prenda de vestir)

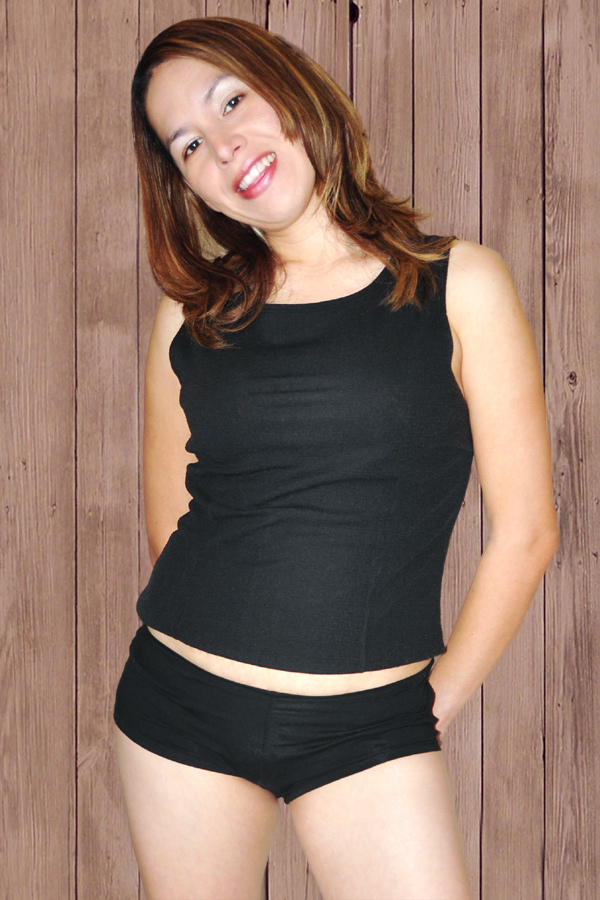
Maria, with black t-shirt and boyshorts

Los shorty (en plural shorties), también conocidas como boyshorts son un tipo de bragas con lados que se extienden más abajo de las caderas, de manera similar a los bóxer slip. Algunos incluso se parecen a los calzoncillos de hombres. Sin embargo, a diferencia de los calzoncillos de hombres, este estilo es generalmente de corte más bajo, y está diseñado para adaptarse y realzar la figura femenina. Los shorties a menudo cubren la mayoría de la zona de las nalgas.
Los shorties se han convertido en una opción popular, ya que evitan que se vea la prominente línea visible de la ropa interior, y son una alternativa modesta y cómoda de las correas y las bragas convencionales. También son popularmente emparejado con una camisola y usados como ropa para estar en casa. Las mezclas y encajes de spandex y algodón son los materiales más populares para los shorties.
El término shorty también puede referirse a la parte inferior de un traje de baño con el mismo estilo. 